# Alfonso Raimo

Bischofswappen von Alfonso Raimo

Alfonso Raimo (* 2. Juli 1959 in Calabritto, Provinz Avellino) ist ein italienischer römisch-katholischer Geistlicher und Weihbischof in Salerno-Campagna-Acerno.

## Leben
Alfonso Raimo studierte Philosophie und Theologie an der Päpstlichen Theologischen Fakultät von Süditalien. Nach weiteren Studien erwarb er an der Päpstlichen Universität Urbaniana das Lizenziat in Missionstheologie. Am 22. Juli 1990 empfing er das Sakrament der Priesterweihe für das Erzbistum Salerno-Campagna-Acerno.
Neben verschiedenen Aufgaben in der Pfarrseelsorge war er von 2001 bis 2012 Missionsbeauftragter der regionalen Bischofskonferenz von Kampanien. Ab 2007 lehrte er Missionswissenschaft am theologischen Institut Istituto Teologico Salernitano und an der religionswissenschaftlichen Hochschule von Salerno. Zusätzlich war er von 2011 bis 2019 Gefängnisseelsorger in Eboli und von 2012 bis 2015 Mitarbeiter der Päpstlichen Missionswerke. Von 2016 bis 2020 war er Vizedirektor des diözesanen Missionsamtes und seither Generalvikar des Erzbistums sowie Mitglied des Wirtschaftsrats des Diözesanmuseums. Ab 2021 gehörte er außerdem dem Konsultorenkollegium und dem diözesanen Pastoralrat an.
Papst Franziskus ernannte ihn am 30. April 2024 zum Titularbischof von Termae Himerae und zum Weihbischof in Salerno-Campagna-Acerno. Der Erzbischof von Salerno-Campagna-Acerno, Andrea Bellandi, spendete ihm am 1. Juni desselben Jahres in der Kathedrale von Salerno die Bischofsweihe.